# Сестри Мірабаль
19°22′14″ пн. ш. 70°22′06″ зх. д. / 19.3706° пн. ш. 70.36838° зх. д.
Сестри Мірабаль — три сестри, Патрія, Мінерва та Марія-Тереса, громадянки Домініканської республіки, котрі були опозиційними активістками під час правління диктатора Рафаеля Трухільйо, за що і були вбиті. Четверта з сестер, Деде Мірабаль (1925—2014) — не брала активної участі в опозиційній діяльності і пережила диктатуру.

## Біографія
Сестри походили з заможної та освідченої родини. Усі були одружені. Після приходу до влади Трухільйо, їхня родина втратила усі статки. Дійшовши до висновку що політика диктатора доведе їхню країну до економічної кризи, вирішили очолити опозицію. В середині цієї групи були відомі під назвою Метелики (ісп. Las Mariposas).
Вони неодноразово потрапляли до в'язниць, де їх піддавали тортурам, але незважаючи ні на що, все одно продовжували боротися з режимом. Трухільйо вирішив остаточно позбутися незручних опоненток 25 листопада 1960 року, коли наказав затримати сестер відразу після того, як вони відвідали своїх чоловіків у тюрмі. Жінки, при цьому, були не озброєні. Сестер відвели на поле з тростинами, де їх і було забито на смерть.
Сестри Мірабаль були поховані в Агуас-Буенас на сусідньому острові Пуерто-Рико. Диктаторові здавалося, що ліквідація сестер вирішить його проблеми, але їх смерть викликала серйозний резонанс і гнів з боку жителів Домінікани. 6 місяців по тому, в результаті замаху, Трухільйо було убито.

## Вшанування пам'яті
17 грудня 1999 року, ООН постановило, що річниця смерті сестер буде визнана міжнародним днем боротьби з насильством проти жінок.
В 1995 році на світ вийшла книга американської письменниці домініканського походження Хулії Альварес, під назвою «В часи Метеликів» (англ. In the Time of the Butterflies), яка описує історію життя сестер. А в 2001 році, по мотивам книжки, було створено фільм «Час Метеликів», де одну з сестер зіграла Сальма Хаєк.
У романі «Свято Цапа» (2000) Маріо Варгаса Льйоси кілька разів згадується вбивство сестер Мірабаль; за книгою, воно також є мотивацією для одного з учасників змови проти Трухільо, Антоніо Імберта.